# Chitwan
Der Distrikt Chitwan (Nepali चितवन जिल्ला) ist einer von 77 Distrikten in Nepal. 
Er liegt mit seiner Hauptstadt Bharatpur in der Verwaltungszone Narayani im Inneren Terai nahe der indischen Grenze. Der Fluss Narayani bildet die westliche Distriktgrenze.
Ein großer Teil des Distriktes im Süden wird vom Chitwan-Nationalpark eingenommen.

## Verwaltungsgliederung
Im Distrikt Chitwan liegen folgende Städte:
- Bharatpur
- Chitrawan
- Kalika
- Khairahani
- Madi
- Narayani
- Rapti
- Ratnanagar

Bharatpur besitzt das Stadtrecht 2. Ordnung.
Village Development Committees (VDCs) im Distrikt Chitwan: 
- Chandi Bhanjyang
- Dahakhani
- Darechok
- Dibyanagar
- Kabilas
- Kathar
- Kaule
- Korak
- Lothar
- Siddi